# Mikołaj (Antoniu)
Mikołaj, imię świeckie Nikolaos Antoniu (ur. 20 marca 1944 w Kairze) – egipski duchowny prawosławny w jurysdykcji Patriarchatu Aleksandrii, od 2002 metropolita Hermopolis (z siedzibą w Tancie).

## Życiorys
Święcenia diakonatu przyjął w 1980, a prezbiteratu w 1983. 11 marca 2002 otrzymał chirotonię biskupią.
W czerwcu 2016 r. uczestniczył w Soborze Wszechprawosławnym na Krecie.